# Wilhelm Lundin
Johan Wilhelm Lundin (i riksdagen kallad Lundin i Karby), född 16 september 1846 i Össeby-Garns socken, Stockholms län, död 28 juli 1922 i Bjurholm (kyrkbokförd i Össeby-Garns församling),var en svensk godsägare och politiker.
Lundin var ägare till godset Karby i Stockholms län. Han var ledamot av andra kammaren 1900–1911, invald i Stockholms läns västra domsagas valkrets.